# Nomans Land
Nomans Land – rosyjska grupa muzyczna Viking metalowa, utworzona w 1996 w Sankt Petersburgu, odwołująca się w tekstach swoich utworów do mitologii nordyckiej i Ásatrú. Ich teksty śpiewane są w języku angielskim.

## Historia
Początki historii zespołu Nomans Land sięgają roku 1996, kiedy trzech muzyków postanowiło założyć grupę. Byli to: Sigurd, Boris Sieńkin oraz Siergiej Wojewodin (Biełyj). Dwa lata później zespół postanowił nagrać swój pierwszy album i już w 2000 roku powstała płyta The Last Son of the Fjord, stworzona w rosyjskim Signal records studio, a następnie wydana przez petersburską wytwórnię Fono Records. Niedługo po nagraniu albumu basista Boris Sieńkin oraz perkusista Siergiej Wojewodin opuścili zespół, ich miejsca szybko zajęli, grający do dziś Hjervard oraz Ainar. Do grupy dołączył wtedy także gitarzysta Torvald.
W roku 2001 zespół zaczął występować w coraz większej ilości klubów w Sankt Petersburgu. Muzycy postanowili także nagrać swój drugi album i już wtedy rozpoczęli przygotowania do jego realizacji. Postanowili dodać do swej muzyki dźwięk keyboardu, zapraszając do współpracy ich dobrego przyjaciela Igora Pielechatego. Rezultatem tej współpracy było stworzenie w roku 2002 dziesięciu utworów do nowej płyty Hammerfrost w Calypso studio. W międzyczasie do zespołu dołączył Anton Wild, drugi wokalista, dzięki, któremu nowa płyta nabrała zupełnie odmiennego brzmienia. Materiał był gotowy do wydania w marcu 2003 roku.
Podczas nagrywania nowego materiału grupa stale koncertowała z udziałem nowego keyboardzisty Ilji Dienisowa. Muzycy Nomans Land zaczęli szukać wytwórni, która zechciałaby wydać ich materiał. Po długich poszukiwaniach trafili na niemiecką Einheit Produktionen, wtedy jednak zdarzył się rozłam w grupie i po długich kłótniach opuścił ją Anton Wild, którego miejsce za mikrofonem zajął Hjervard.
21 lutego 2005 roku płyta Hammerfrost została wydana w Europie. Po dobrym przyjęciu nowego albumu grupa Nomans Land została zaproszona na Ultima Ratio, festiwal, który odbywa się w niemieckim mieście Essen. Był to pierwszy koncert tego zespołu poza granicami Rosji. Kolejnym krokiem odnośnie do Nomans Land ze strony wytwórni Einheit Produktionen była reedycja albumu Last Son of the Fjord na całą Europę 31 marca 2006. Prócz ośmiu utworów znajdujących się tam pierwotnie dodano tam jeszcze nagranie z koncertu zespołu w klubie Arctica w Sankt Petersburgu.
Tego samego roku, w kwietniu zespół wystąpił na festiwalu Ragnarok-3 w Lichtenfels (Niemcy). Pomimo licznych koncertów, muzycy Nomans Land nie przestawali pracować nad materiałem do nowego, trzeciego albumu. Został on nagrany w lipcu w petersburskim studiu Phantom Pain. Do nagrań ponownie zaproszono Igora Pielechatego oraz Ilję Dienisowa, by na spółkę zagrali partie keyboardowe. Niedługo później z zespołu odszedł Torvald z przyczyn osobistych. Mimo wszystko materiał do Raven Flight został nagrany i sześć tygodni później zmiksowany w niemieckim studiu Thrudheim, a 1 grudnia 2006 wydany na całą Europę. Po odejściu Torvalda zastąpił go Andriej, który opuścił grupę w roku 2009.
Promując nowy album zespół ruszył dwie trasy koncertową po kilku państwach Europy. Odwiedzili wtedy dwa kraje - Niemcy i Czechy, koncertując z dwiema zaprzyjaźnionymi kapelami - Thrudvangar oraz Trollech. Z pierwszymi z nich roku 2008 razem z wydał album ep, na którym znalazły się dwa utwory z czego jeden Nomans Land - Nornorheim. Od 15 września 2008 Nomans Land ma swój profil na portalu MySpace.
Już pod koniec tych tras zespół zaczął myśleć o materiale do kolejnego albumu. Niedługo po powrocie znaleźli się w Finlandii, gdzie w Sevik Audio Studio rozpoczęli nagrania do nowego albumu Farnord, który ma się ukazać 29 sierpnia 2009, po zakończeniu trasy koncertowej z zespołami Obscurity, Thundra i Kromlek. W tym roku do zespołu dołączył nowy gitarzysta - Bardi.

## Skład zespołu
Od swojego powstania zespół zmieniał skład wielokrotnie. Poniżej znajduje się lista muzyków grających obecnie w Nomans Land, a także tych, którzy grupę opuścili.

### Obecni członkowie
- Sigurd - czysty wokal, gitara elektryczna (1996–),
- Hjervard - gitara basowa (2000–), ostry wokal (2005–),
- Ainar - perkusja (2000–),
- Bardi - gitara elektryczna (2009–)

### Byli członkowie
- Boris Sieńkin - gitara basowa (1996–2000),
- Siergiej Wojewodin (Biełyj) - perkusja (1996–2000),
- Torvald - gitara elektryczna (2000–2006),
- Anton Wild - ostry wokal (2002–2005),
- Andriej - gitara elektryczna (2006–2009)

### Współpraca
- Igor Pielechaty - keyboard
- Ilja Dienisow - keyboard

## Dyskografia
Zespół wydał następujące albumy:
- The Last Son of the Fjord (2000, wznowiony 31 marca 2006),
- Hammerfrost (21 lutego 2005),
- Raven Flight (1 grudnia 2006),
- Nomans Land/Thrudvangar (ep) (2008),
- Farnord (29 sierpnia 2009)